# Chwila (tom wierszy)
Chwila – tom poezji Wisławy Szymborskiej wydany 28 sierpnia 2002 w Krakowie przez Społeczny Instytut Wydawniczy „Znak”. W 2003 finalista Nagrody Literackiej „Nike”.
Zbiór zawiera 23 wiersze. Był pierwszym wydanym po otrzymaniu przez Szymborską Nagrody Nobla w 1996. W przeciwieństwie do utworów z poprzedniego wydawnictwa „Koniec i początek”, wiersze na „Chwili” są mniej dowcipne i skupiające się na paradoksach życia. W większym zaś stopniu w sposób dyskretny i bezsłowny przywołują śmierć, która jest wszechobecna, nieunikniona, przerażająca i całkiem swojska, skandaliczna i zupełnie naturalna. Teksty opisywane są nawet jako pesymistyczne i katastroficzne. W wierszach autorka daje wyraz swojemu zdziwieniu, nieustannie zadając pytanie „dlaczego?”.